# Jawad Saleem
Pour les articles homonymes, voir Saleem.
Jawad Saleem (en arabe : جواد سليم, né en 1919 à Ankara et mort en 1961) est un sculpteur irakien.

## Biographie
Il étudie la sculpture à Paris (1938-1939), Rome (1939-1940) et Londres (1946-1949). Après son retour en Irak, il est nommé à la tête de la section sculpture de l'Institut des beaux-arts de Bagdad, un poste qu'il conserve jusqu'à sa mort en 1961.
Il fonde le Groupe d'art moderne de Bagdad avec Hassan Shakir et Mohammed Ghani, comme la nouvelle école de Bagdad de l'art moderne. Il est particulièrement connu pour son monument de la liberté, sur l'une des places principales de Bagdad. À travers ce monument, l'artiste a célébré les Irakiens et la Révolution de 1958. Il était l'un des membres fondateurs de la Société des artistes irakiens.